# Municipio de San Ignacio Río Muerto
San Ignacio Río Muerto es un municipio localizado al suroeste del estado mexicano de Sonora, su cabecera municipal es homónima al municipio.

## Área
El área municipal es de 1144 km². Su elevación se encuentra entre los 0 y 50 metros sobre el nivel del mar.
Este municipio cuenta con diferentes actividades del sector primario tales como agricultura, ganadería y la pesca.

### Límites municipales
Tiene límites administrativos con los siguientes municipios y/o accidentes geográficos, según su ubicación:
|                            | Norte: Guaymas           |             |
| Oeste: Golfo de California |                          | Este: Bácum |
|                            | Sur: Golfo de California |             |

## Demografía
De acuerdo con el censo realizado en 2020 por el Instituto Nacional de Estadística y Geografía (INEGI), en el municipio de San Ignacio Río Muerto había un total de 14 279 habitantes, de los que 7342 eran hombres y 6937 eran mujeres.

### Localidades
En el censo de 2020 las localidades más pobladas del municipio fueron:
| Localidad                | Población |
| ------------------------ | --------- |
| San Ignacio Río Muerto   | 8135      |
| Bahía de Lobos           | 2991      |
| Tetabiate                | 612       |
| San Isidro (El Polvorón) | 398       |
| El Bateve                | 283       |
| Singapur                 | 263       |

## Historia
El municipio de San Ignacio Río Muerto se desenvuelve como tal, desde que fue aceptada por el Congreso del Estado la propuesta para la integración de un nuevo municipio el día 27 de diciembre de 1996, anteriormente a esta fecha la comunidad pertenecía al municipio de Guaymas, es entonces hasta la fecha antes mencionada que la población vio logrado el anhelo largamente esperado ya que era justo y necesario debido a la distancia que hay de la comunidad a la cabecera municipal de Guaymas, por lo cual ahora las personas se ahorran tiempo, dinero y esfuerzo para la solución de cualquier problema que se pueda resolver en ayuntamiento de San Ignacio Río Muerto.
San Ignacio Río Muerto
La Colonia Agrícola Militar "Río Yaqui", se crea mediante resolución presidencial del 6 de junio de 1911, beneficiando a 72 colonos con una superficie de 5,220 hectáreas.
El 22 de enero de 1944 se asientan los primeros contingentes de lo que será la zona urbana de la colonia. En realidad, este territorio se divide en tres secciones: 1; San Ignacio Río Muerto (actualmente sede del Palacio de Gobierno). 2; Colonia Militar, habitada en su mayoría por la Etnia Yaqui. 3; Zona Urbana Jacinto López, subdividida a su vez en 3 ejidos- Chumampaco, Ignacio Zaragoza y El Pensador Mexicano... (datos actuales 2018). En noviembre de 1949, queda integrado al municipio de Guaymas, a través de la Ley Número Cuatro.
El 26 de diciembre de 1996, mediante la Ley número 254 publicada en el Boletín Oficial del Gobierno del Estado se designa como Municipio Libre la comisaría de San Ignacio Río Muerto, siendo gobernador el licenciado Manlio Fabio Beltrones Rivera.

### Colonia Militar
Antes de la fundación del actual municipio se estableció primeramente la Colonia Agrícola Militar que colinda al norte con la calle 600. Esta funciona al amparo del decreto presidencial del 6 de junio de 1941.

### Antecedentes históricos que determinaron el nombre de Colonia Agrícola Militar
Entre los habitantes de Colonia Agrícola Militar se encuentran algunos colonos descendientes indígenas militares yaquis y hablan la lengua yaqui, esto debido a que cuando los tiempos de la revolución se llevaron a muchos indígenas de los diferentes pueblos yaquis, hubo habitantes de esta colonia que nacieron en algunos estados del sur, dependiendo de donde se encontrara el 22.º Batallón de Infantería, por ello se dice que son de ascendencia sureña. Cuando el movimiento revolucionario terminó y después de algunos años de gestiones por parte de algunos generales, el 22.º Batallón compuesto por yaquis fue regresado a su lugar de origen que es el Valle del Yaqui y en 1944 ya habían llegado los que serían los primeros pobladores de la Colonia Agrícola Militar, primeramente fue un campamento militar al mando del General Amarillas y del General Chávez, se dotó de tierras a los veteranos militares de la revolución, dicha dotación se dio según el rango que ocupara la persona ya que a los generales se los dotó con 80 hectáreas, a los capitanes con 60 hectáreas y a los sargentos 40 hectáreas.

### Matanza de campesinos
El 23 de octubre de 1975 ocurrió una matanza en San Ignacio Río Muerto (en aquel tiempo, territorio guaymense) cuando la fuerza pública procedió a desalojar un predio invadido, causando la muerte de siete personas e hiriendo a 16 más. Esta situación provocó que el gobernador Carlos Armando Biebrich renunciara a su cargo.
En el valle del yaqui Block 717 en el año de 1975, un grupo de campesinos habitantes del pueblo denominado San Ignacio Río Muerto, entonces perteneciente al municipio de Guaymas, Sonora, acordaron invadir un predio el día 19 de octubre del mismo año. Dicho grupo era encabezado por Juan de Dios Terán Enríquez, quien perdió la vida junto con seis campesinos más, al ser atacados con armas de fuego por parte de la Policía Judicial, bajo el mando del teniente coronel Francisco Arellano Noblecía en el amanecer del jueves 23 de octubre de 1975.
Juan de Dios Terán Enríquez, Rogelio Robles Ruiz, Benjamín Robles Ruiz, Rafael López Vizcarra, Miguel Gutiérrez L., Enrique Félix Flores y Gildardo Gil Ochoa, son los siete nombres que cada 23 de octubre en el municipio de San Ignacio Río Muerto, suenan con fuerza en memoria de la vida que perdieron en la lucha que buscaba el reparto de tierras a los campesinos.
Es por ello que en el año 2013, se promulgó el día 23 de octubre como fecha de Luto Estatal por el H. Congreso del Estado de Sonora. Desde entonces se realiza el izamiento de bandera a media asta, en memoria de estos labriegos.
Por gestión de vecinos se constituye como delegación del municipio de Guaymas, Sonora, adoptó el nombre de San Ignacio Río Muerto. "Río Muerto" se llamaba al cauce ya sin vida de un arroyo, antes afluente, del Río Yaqui que dejó de correr al construirse la Presa Álvaro Obregón (Oviáchic), se antepuso "San Ignacio" en honor al gobernador Ignacio Soto Martínez, quien había apoyado las gestiones de los colonos. Para 1949 se eleva a categoría de Comisaría del Municipio de Guaymas, quedando bajo su jurisdicción las comunidades: Agraristas de Obregón, Bahía de Lobos, Bateve, Democracia, El Polvorón, Tetabiate y Singapur. En 1950 se inician las gestiones para dotación de tierra agrícola a los avecindados (10 hectáreas), para 1953 suman ya 250 solicitantes con gestiones infructuosas por la proliferación de propiedades particulares. Ya en 1971 la demanda por la tierra cobra nuevos bríos. Y en 1975 el 23 de octubre se reprime la invasión del predio 1615, con ello mueren los campesinos denominados Mártires de San Ignacio, entre ellos su líder Juan de Dios Terán Enríquez. Ese mismo año inician las dotaciones de tierra. El 28 de noviembre de 1975 se dota con 4330 hectáreas a 433 campesinos. Para 1976 registran nuevas invasiones. En abril miles de campesinos propician que se lleve a cabo la expropiación de 100 mil hectáreas del Valle del Yaqui. Con ello surgen nuevos asentamientos. (Bachomobampo, El Alhuate, El Gato, La Curva, Colonia Emiliano Zapata, Demetrio Vallejo, Enrique Landa, Colonia San Francisco, Ejido San Francisco Río Muerto, Colonia 7 de Noviembre, Colonia Sonora. El 23 de diciembre  de 1996 la Comisión Dictaminadora somete al pleno de la LIV Legislatura del Congreso del Estado de Sonora, la Ley Número 254 que erige en Municipio Libre la Comisaría de San Ignacio Río Muerto, siendo Gobernador del Estado Manlio Fabio Beltrones Rivera. Y finalmente el 27 de diciembre de 1996 se publica en el Boletín Oficial la Ley 254 y se constituyó el primer Consejo de Administración Pública Municipal (Plan Municipal de Desarrollo 2016-2018).
El H. Ayuntamiento de San Ignacio Río Muerto es una organización joven, establecida junto con su municipio el 27 de diciembre de 1996, cuando San Ignacio Río Muerto se erige finalmente como un nuevo municipio libre, segregado del hoy vecino municipio de Guaymas mediante la Ley Número 254 publicada en el Boletín Oficial del Gobierno del Estado. El municipio de San Ignacio Río Muerto se localiza en el suroeste del estado de Sonora, colinda al Norte con el municipio de Guaymas; al Sur y al Oeste, con el Golfo de California, y al Este con el municipio de Bácum. Su altura sobre el nivel del mar varía de 0 a 50 metros. 
La principal necesidad del gobierno municipal es el aumento del presupuesto, que representa la solución a los pasivos arrastrados por el gasto corriente de la hacienda municipal, por lo que se ha enfocado como directriz principal el logro del aumento de las participaciones federales para el municipio. De la misma forma se requiere un aumento similar a las Aportaciones para el Fortalecimiento Municipal, por lo cual se pretende implementar una estrategia la cual consistirá en la recaudación de impuestos prediales, por los cuales se han frenado el avance municipal debido al bajo presupuesto y la desviación de recursos para sustentar los gastos municipales.

## Salud y educación
En el año 2016, se cuenta con un centro de salud, una clínica del Seguro Social, un consultorio de Issteson y 3 consultorios médicos particulares.
Además en el tema de educación, cuenta con 61 planteles educativos que abarcan el nivel preescolar, primaria, secundaria, preparatoria y educación especial y educación para adultos.

## Actividad económica
Existen alrededor de 35,000 hectáreas productivas (2000), la mayoría de las cuales son mantenidas por irrigación desde los canales que conducen aguas procedentes de la Presa Álvaro Obregón (Oviáchic). Las principales cosechas son trigo, garbanzo, cártamo, sorgo, sandía, chile y melón.
La mayor parte de los bienes producidos en el municipio es transportada a Ciudad Obregón para su empacado y exportación a los Estados Unidos.
La ganadería es la segunda actividad económica en el municipio. En el año 2000 se reportaron alrededor de 6000 cabezas de ganado.

### Turismo
Entre los atractivos turísticos de San Ignacio Río Muerto se encuentran: Las hermosas playas de Los Médanos, Playa Santa, Playa Esperanza, Playa Boca Sur y Playa Guadalupe, que son ideales para el esparcimiento y paseos en lancha.

## Clima
El municipio presenta clima seco, con una precipitación media anual de 410 milímetros; cubre la mayor parte del territorio al norte y al este. El segundo, BW (h?) . la precipitación se presenta en los meses de julio a septiembre; con una temperatura media anual de poco más de 24 °C, las temperaturas medias máximas son de 40 grados  °C; y se presentan en los meses de junio a septiembre; la máxima es de 48 °C; las medias mínimas de temperatura son de 16 °C en enero. La temporada de helada se tiene a finales de diciembre y febrero; otros fenómenos meteorológicos como ciclones y vientos huracanados, se observan al final del verano y a principios de otoño.